# Camp-Jackson-Massaker
Koordinaten: 38° 38′ 11,6″ N, 90° 14′ 12,2″ W

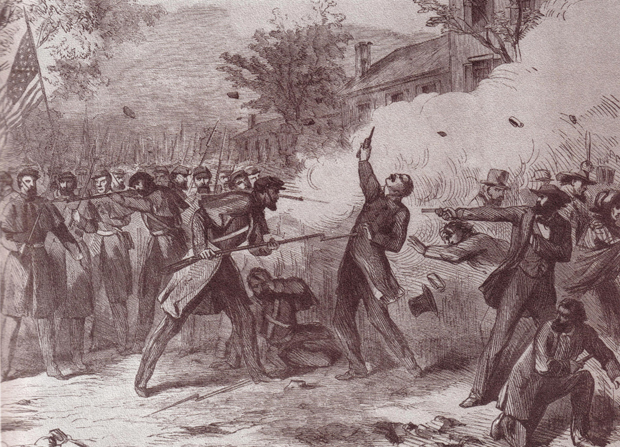
Terrible Tragedy at St. Louis, Mo.
Holzschnitt, zuerst veröffentlicht in der New York Illustrated News, 1861

Das Camp-Jackson-Massaker (englisch Camp Jackson massacre oder Camp Jackson affair) war ein Zwischenfall in der Frühphase des Sezessionskrieges, der sich am 10. Mai 1861 in St. Louis, Missouri, ereignete. Ein Freiwilligenaufgebot der Unionsarmee unter Nathaniel Lyon hatte im namensgebenden Camp Jackson außerhalb der Stadt eine größere Gruppe sezessionistischer Milizionäre gefangen genommen, die sich widerrechtlich Waffen aus dem städtischen Bundesarsenal beschaffen wollte. Auf dem Marsch mit den Gefangenen in die Stadt wurde die Truppe von einer feindseligen Menschenmenge umringt und begann in die Menge zu feuern, wobei mindestens 28 Zivilisten getötet und Dutzende weitere verletzt wurden. Es folgten tagelange Ausschreitungen in St. Louis, die erst endeten, als reguläre Unionstruppen ankamen und das Kriegsrecht verhängt wurde.

## Hintergrund und Vorgeschichte
Der zu den Sklavereistaaten zählende Bundesstaat Missouri stellte insofern eine Besonderheit dar, als der Anteil der Sklavenhalter und deren Sklaven an der Bevölkerung relativ gering war. Ursprünglich von sklavenhaltenden Südstaatlern besiedelt, hatten sich in den Jahren bis zum Bürgerkrieg auch zahlreiche Einwanderer hier niedergelassen, darunter viele Deutsche und Iren. Der Grenzstaat zwischen Nord- und Südstaaten hatte bei der Präsidentschaftswahl 1860 mehrheitlich für neutralistische Kandidaten gestimmt, seine Wahlmännerstimmen waren an den Nord-Demokraten Stephen A. Douglas gegangen. Unter den Bewohnern des Staates gab es jedoch auch zahlreiche Verfechter einer Parteinahme für die eine oder andere Seite in dem sich abzeichnenden Konflikt.
Anfang 1861 waren sowohl sezessionistische als auch unionistische Parteigänger dabei, sich in paramilitärischen Gruppen zu organisieren. Die Sezessionisten bezeichneten sich dabei als „Minutemen“, nach den Milizionären des Unabhängigkeitskrieges. Der frühere Senator und Brigadegeneral der Miliz Daniel M. Frost stellte am 13. Februar ein neues Regiment aus fünf Minutemen-Kompanien aus der Gegend von St. Louis auf, das 2nd Regiment of the Missouri Volunteer Militia. Im selben Monat wurde von der Staatsregierung ein Gesetz erlassen, das Milizaktivitäten außerhalb der staatlich regulierten Missouri Volunteer Militia untersagte, was die Unionisten zwang, sich im Geheimen zu organisieren.
Am 28. Februar wurden in dem Staat Abgeordnete zu einer Constitutional Convention gewählt, die über eine Verfassungsänderung und die Frage des Austritts aus der Union beraten sollte. In der Abstimmung am 21. März sprachen sich 98 Abgeordnete gegen die Sezession aus, nur einer stimmte dafür. Jedoch wollte man im Kriegsfalle neutral bleiben und keiner der beiden Seiten Männer oder Waffen zur Verfügung stellen. Die Convention vertagte sich anschließend.
Am 20. April, eine Woche nach dem Fall Fort Sumters, bemächtigte sich eine Gruppe von Sympathisanten der Konföderierten des Arsenals in der Stadt Liberty und erbeutete dabei mehrere (veraltete) Geschütze, über 2000 Schusswaffen, etliche Blankwaffen und eine größere Menge Munition und Pulver. Dies löste Befürchtungen aus, dass die Südstaatensympathisanten es als Nächstes auf das viel größere St. Louis Arsenal, das größte Bundesarsenal aller Sklavereistaaten mit fast 40.000 Langwaffen im Lager, abgesehen haben könnten. Das Arsenal wurde von Bundestruppen unter dem damaligen Captain Nathaniel Lyon bewacht.
Missouri lag im Zuständigkeitsbereich des Department of the West der United States Army, das von Brigadier General William S. Harney befehligt wurde. Sein Hauptquartier lag in den Jefferson Barracks in St. Louis. Harney, ein älterer Karriereoffizier, wollte einen offenen Konflikt mit sezessionistischen Kräften möglichst vermeiden. Aufgrund seiner unklaren Haltung wurde er am 23. April per Befehl des Kriegsministeriums durch Lyon als kommissarischer Befehlshaber ersetzt.

### Aktion der Unionsarmee
Lyon, ein leidenschaftlicher Anhänger der Union, begann sofort mit der Aushebung und Bewaffnung unionistischer Milizionäre in St. Louis, die als Home Guard bzw. Missouri Volunteers bezeichnet wurden. Kriegsminister Simon Cameron hatte dies zuvor schon Harney befohlen, der dies aber verschleppt hatte. Die meisten der Rekruten waren anfangs Forty-Eighters (Emigranten der Revolutionen in Europa 1848/49) und Wide Awakes (so die Bezeichnung einer republikanischen Jugendorganisation, die im Vorfeld der Präsidentschaftswahl von 1860 Umzüge abgehalten und Wahlkampf betrieben hatte). Einer Schätzung zufolge waren 80 % der Freiwilligen in den zuerst aufgestellten Regimentern Deutsch-Amerikaner, die erst seit kurzem im Land lebten. Diese lehnten die Sklaverei in großer Mehrheit ab und waren ein bevorzugtes Ziel von Anfeindungen der schon länger in Missouri lebenden Sklavereiverfechter.
Lyons nächster Schritt, wieder auf Befehl des Kriegsministeriums, war es, einen Großteil der Waffen aus dem St. Louis Arsenal außer Reichweite der Sezessionisten zu bringen. Am frühen Morgen des 26. April wurden fast 21.000 Gewehre auf das Dampfschiff City of Alton geladen, das die Waffen anschließend über den Mississippi River nach Illinois brachte. Die übrigen Waffen wurden für die Bewaffnung der Missouri Volunteers zurückbehalten.

### Aktionen der Sezessionisten
Der Gouverneur Missouris, Claiborne Fox Jackson, war 1860 auf dem Ticket des pro-unionistischen Nord-Demokraten Douglas in sein Amt gewählt worden, war persönlich aber für einer Sezession. Nach der klaren Entscheidung der Constitutional Convention vom März konspirierte Jackson mit Gesinnungsgenossen und man entschied sich dafür, mit einem Handstreich St. Louis zu besetzen und die Bevölkerung des Staates so vor vollendete Tatsachen zu stellen. Das schwierigste Hindernis dabei stellte das stark gesicherte St. Louis Arsenal dar.
Mitte April 1861 schrieb Jackson an den konföderierten Präsidenten Jefferson Davis mit der Bitte um Artilleriegeschütze, um die dicken Mauern des Arsenals durchbrechen zu können. Der Brief wurde von den Milizoffizieren Colton Greene und Basil Wilson Duke persönlich überbracht. Um den 1. Mai herum rief Jackson einen Teil der Missouri Volunteer Militia für „Übungen“ ins Umland von St. Louis zusammen, den Befehl über die Truppen gab er Brigadier General Frost. Die Miliz sammelte sich im „Camp Jackson“ außerhalb der Stadtgrenzen (heute ein Teil des Campus der St. Louis University).
Davis hatte inzwischen der Bitte Jacksons zugestimmt. Am 9. Mai lieferte das Dampfschiff J. C. Swan zwei 12-Pfünder-Feldgeschütze, zwei 32-Pfünder-Belagerungsgeschütze und 500 Gewehre nebst Munition, verpackt in Kisten, die man zur Tarnung als Lieferung von Marmor gekennzeichnet hatte. Die Munition stammte aus dem Überfall der Konföderierten auf das Bundesarsenal in Baton Rouge, Louisiana. Milizoffiziere nahmen die Ladung im Hafenbereich von St. Louis entgegen und sorgten für den Transport ins Camp Jackson, etwa 10 Kilometer entfernt.

## Ablauf des Massakers
Lyon hatte unmittelbar den Verdacht, dass die Truppe in Camp Jackson einen Angriff auf das Arsenal planen könnte. Dieser wurde durch persönliche Nachforschung bestätigt, als er sich in Verkleidung in das Lager begab. Am 10. Mai marschierte er mit 6000 Mann (Missouri Volunteers und Bundestruppen) auf das Camp und verlangte die Übergabe. 669 Milizionäre wurden gefangen genommen und entwaffnet.
Die Gefangenen wurden unter Bewachung zum Arsenal zurückgeführt, wo sie auf Ehrenwort entlassen werden sollten. Sezessionsbefürworter in der Stadt sahen dies als Demütigung an und sammelten sich an der Marschroute. Wütende Rufe ertönten und es wurden Steine und Unrat auf Lyons Soldaten geworfen. Einheiten, die überwiegend aus Deutsch-Amerikanern bestanden, waren dabei ein bevorzugtes Ziel.
Was die Soldaten letztlich veranlasste, in die Menge zu feuern, ist unklar. Gemäß der am häufigsten genannten Erklärung sei ein Betrunkener auf die Straße gestolpert, habe eine Pistole gezogen und auf die Soldaten gefeuert. Dabei soll Captain Constantin Blandowski von der 3rd Missouri Volunteer Infantry tödlich verwundet worden sein. (Blandowski war ein ethnischer Pole aus der preußischen Provinz Oberschlesien, der unter anderem in der Légion étrangère und auf Seiten der Rebellen im Ungarischen Unabhängigkeitskrieg gekämpft hatte. Nach seiner Emigration in die USA war er in der Turnbewegung in St. Louis aktiv. Ungeachtet seiner polnischen Ethnizität wurde er von der deutschstämmigen Bevölkerung als einer der ihren anerkannt und zu einem Märtyrer der Deutsch-Amerikaner auf Seiten der Union verklärt.) Die Soldaten eröffneten daraufhin das Feuer, zuerst über die Köpfe der Menge hinweg und dann in die Menge. Mindestens 28 Zivilisten wurden getötet, darunter auch Frauen und Kinder. Es gab mehr als 75 Verwundete.
Das Massaker sorgte für mehrtägige Ausschreitungen in St. Louis. Am 11. Mai wurden freiwillige Milizionäre aus Fenstern beschossen und erwiderten das Feuer. Oberst Heinrich Börnstein, der die 2nd Missouri Volunteer Infantry befehligte und im zivilen Leben Verleger des Anzeiger des Westens war, beschrieb in seinen Memoiren, dass er am Morgen des 11. Mai mehreren seiner Männer freigegeben habe, um ihre Familien zu besuchen, und fuhr fort:

“Most of them did not return […] until it grew dark, with clothing torn, faces beaten bloody, and all the signs of having suffered mistreatment […] Two of them never returned and they were never heard of again.”

In der Stadt verbreiteten sich Gerüchte, dass die „Deutschen“ vorhätten, die eingesessenen Amerikaner zu ermorden. Viele wohlhabende Bürger der Stadt flohen ins Umland oder in den Nachbarstaat Illinois auf der anderen Seite des Flusses. Das Kriegsrecht wurde ausgerufen, die Lage wurde aber erst durch die Ankunft regulärer Bundestruppen wieder unter Kontrolle gebracht.

## Folgen

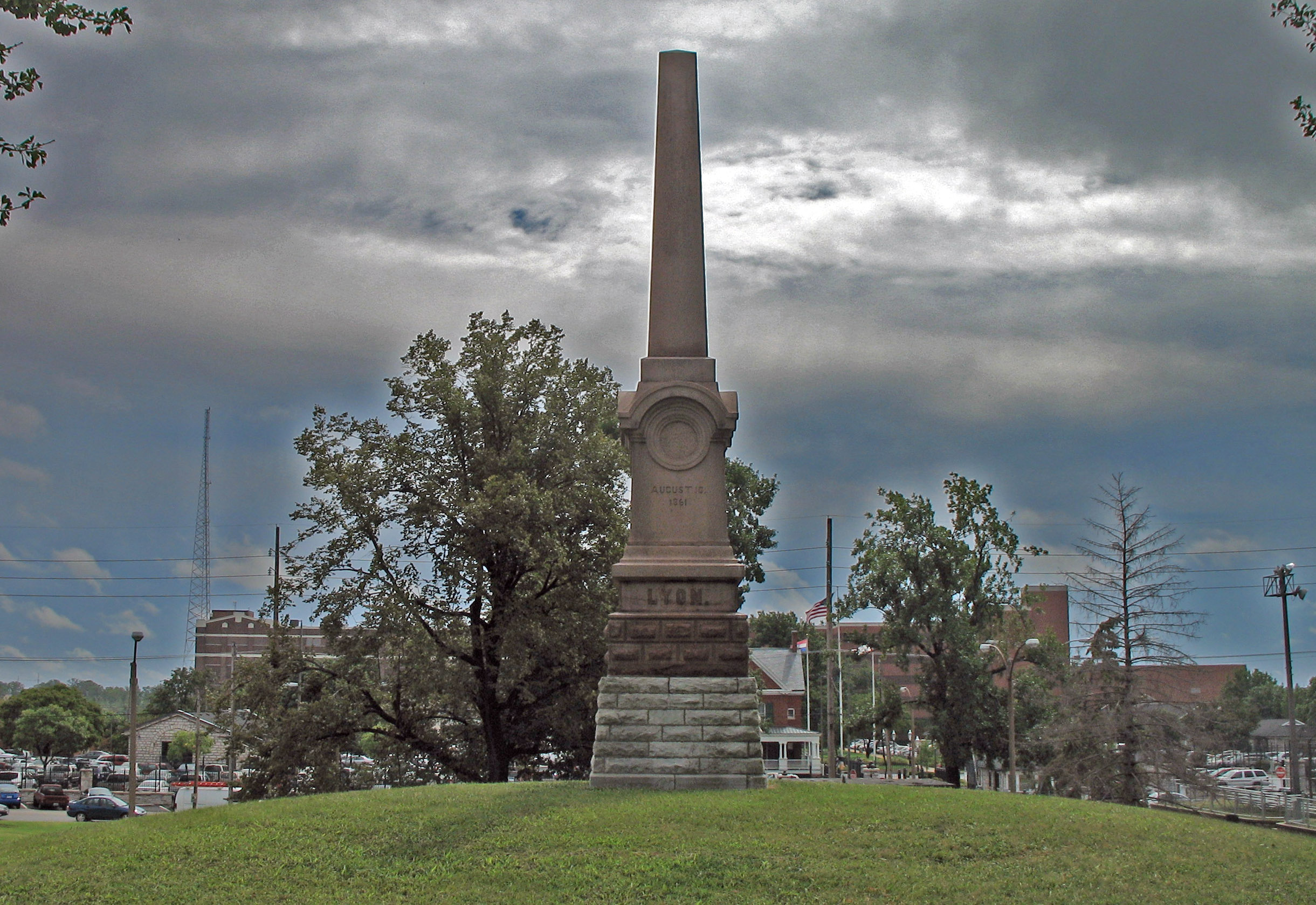
Mahnmal zu Ehren Nathaniel Lyons in St. Louis, im Hintergrund ist das Arsenal zu sehen

Gouverneur Jackson hatte schon vor den Ereignissen ein Militärgesetz vorgeschlagen, das den Staat in Kriegsbereitschaft versetzt hätte. Es sah die Aufstellung staatlicher Militärkräfte und weitreichende Exekutivbefunisse für den Gouverneur vor. Der Gesetzesvorschlag war zuerst auf Widerstände gestoßen, wurde dann aber am 11. Mai von der Missouri General Assembly verabschiedet. Das Gesetz schuf die Missouri State Guard, die unter den Befehl des späteren Major Generals der Konföderierten Sterling Price gestellt wurde. Die Unionisten beschrieben das Gesetz als „faktisches Sezessionsgesetz“ ("secession act in all but name"). Kritiker wiesen auch darauf hin, dass die Einführung des Reservistenstatus für alle volljährigen Männer sowie die völlige Kontrolle des Gouverneurs über die Staatsgarde Jackson zum faktischen Diktator des Staats machte.
William S. Harney wurde als Befehlshaber des Western District wiedereingesetzt und traf sich am 21. Mai mit Price. Der aus dem Treffen entstandene Price–Harney Truce (Waffenruhe) beließ St. Louis unter Kontrolle der Bundestruppen und den Rest des Staates unter Kontrolle von Prices Staatsgarde. Viele Unionisten in Missouri betrachteten dieses Arrangement als Kapitulation gegenüber Jackson und den Sezessionisten und wandten sich an Präsident Abraham Lincoln mit der Bitte um Harneys neuerliche Abberufung. Unionisten, die außerhalb der Stadt lebten, berichteten von Übergriffen von Seiten der Staatsgarde, obwohl die Übereinkunft solches implizit ausschloss, und viele von ihnen flohen in die Sicherheit der Stadt.
Francis Preston Blair junior, ein bekannter republikanischer Politiker aus St. Louis und neuerdings Oberst der Freiwilligen, wurde von Lincoln ermächtigt, Harney nach eigenem Ermessen ab- und durch einen geeigneten Mann zu ersetzen. Am 30. Mai setzte Blair Harney ab und setzte an seiner Stelle Lyon ein, der zum Brigadier General befördert und zum Kommandanten aller Unionskräfte in Missouri ernannt wurde.
Am 11. Juni ereignete sich ein Treffen zwischen Lyon einerseits und Jackson, Price und deren Beratern andererseits im Hotel Planter's House in St. Louis. Man stritt vier Stunden lang, hauptsächlich über Jacksons Befugnisse unter dem Militärgesetz, bevor Lyon das Treffen mit folgenden Worten abbrach:

“Rather than concede to the State of Missouri for one single instant the right to dictate to my government in any matter however important, I would see you, and you, and you, and you, and every man, woman, and child in the State, dead and buried! This means war. In an hour one of my officers will call on you and conduct you out of my lines.”

Jackson kehrte in die Hauptstadt Jefferson City zurück. Am folgenden Tag ließ Lyon Bundestruppen in Dampfschiffen nach Jefferson City transportieren und Jackson wich nach Boonville aus, wo sich die Truppen der Staatsgarde sammelten. Jefferson City wurde ohne Gegenwehr eingenommen und der geflohene Gouverneur mit etwa 1400 Freiwilligen und Regulären verfolgt. Entgegen dem Rat seiner Offiziere befahl Jackson der Staatsgarde, sich bei Boonville zur Schlacht zu stellen. In der resultierenden Schlacht bei Boonville am 17. Juni unterlag die Staatsgarde Lyons Truppen deutlich und wurde in die Flucht geschlagen. Jackson entkam mit dem Rest seiner Truppen, denen sich auch einige sezessionistische Angehörige der Staatsversammlung anschlossen, in den Südwesten des Staates, nahe der Grenze zu Arkansas. Der Großteil von Missouri geriet somit vorläufig unter Kontrolle der Union.
Die Constitutional Convention trat am 22. Juli erneut zusammen und beschloss (in Abwesenheit von 20 ihrer 99 Mitglieder), das Gouverneursamt für vakant zu erklären. In der anschließenden Wahl wurde der Chief Justice des Missouri Supreme Court, der konservative Unionist Hamilton Rowan Gamble, zum amtierenden Gouverneur an der Spitze einer provisorischen Regierung gewählt. Diese wurde umgehend von der Lincoln-Administration anerkannt.
Nativismus, Misstrauen gegenüber der Bundesregierung, Ängste bezüglich der Zukunft der Sklaverei und der Diskurs über die Rechte der Bundesstaaten hatten alle ihren Anteil am Zustandekommen der Camp-Jackson-Affäre gehabt. Die Polarisierung der Bewohner Missouris in Anhänger der Union einerseits und der Konföderierten andererseits wurde so beschleunigt. Die zuvor mehrheitlich neutralistisch eingestellte Bevölkerung war nun faktisch gezwungen, für eine der Seiten Partei zu ergreifen. Diejenigen, die versucht hatten, als Conditional Unionists einen Kompromiss zu finden, schlossen sich nun in großer Zahl dem konföderierten Lager an.